# Hot Wheels: Stunt Track Driver
Hot Wheels: Stunt Track Driver es un juego de carreras desarrollado por Semi Logic Entertainments y publicado por Mattel Media para Microsoft Windows. Se basa en la franquicia de juguetes Hot Wheels y se lanzó el 15 de octubre de 1998. Una versión para Game Boy Color, desarrollada por Lucky Chicken Games y publicada por THQ, se lanzó en 2000.

## Trama
La trama consiste en que el protagonista anónimo recibe una gran suma de pistas de Hot Wheels, sin dar ninguna explicación. Luego usa las piezas de la pista para construir seis diseños diferentes alrededor de su casa y hace carreras con sus vehículos Hot Wheels en ellos.

## Jugabilidad

### Versión para Windows
El juego consiste en competir con diferentes autos Hot Wheels en seis pistas diferentes ubicadas dentro y fuera de la misma casa. El ocupante de la casa inicialmente tiene huellas dispuestas en la sala de estar, el dormitorio, el ático y el arenero. Completar ciertos desafíos desbloquea otros dos: un invernadero y una sala de juegos. Hay doce coches únicos disponibles, con algunos de ellos disponibles solo después de completar los desafíos. Los diferentes autos tienen diferentes habilidades con respecto a la velocidad, la tracción y la maniobrabilidad, y la última afecta la capacidad del auto para realizar acrobacias.
El automóvil del jugador saltará por el aire entre las secciones de cada pista de carreras, durante las cuales se pueden realizar acrobacias. Las acrobacias son una parte integral del juego, tanto como las carreras contrarreloj. A medida que un automóvil salta entre las secciones de la pista, el jugador puede hacer que el automóvil gire alrededor de cualquier eje: giros de barril, de un extremo a otro o de 360, en cualquier dirección y en combinación también. Las acrobacias exitosas le dan al automóvil un impulso de velocidad y tracción cuando aterriza, lo que ayuda a mejorar el tiempo del jugador, señalado con un gráfico vívido de efectos similares a rayos en las ruedas. Si no se aterriza correctamente después de una acrobacia, se produce un choque, lo que no pone fin a la carrera, pero cuesta tiempo.
Los choques pueden ser causados por la pérdida de control, particularmente en curvas y aterrizajes imprecisos después de un salto (incluso cuando no se intentan acrobacias, los autos tienden a perder el control mientras están en el aire). También pueden producirse choques debido al contacto con diferentes objetos que se encuentran en las vías, incluidos otros automóviles; en dos secuencias, se encuentran peligros fuera de la pista cuando el automóvil atraviesa las paredes entre dos ratoneras y cruza una mesa de billar. Todos los choques cuestan tiempo mientras se reemplaza el auto en la pista.
Hay tres modos distintos de juego: Práctica, donde el jugador puede correr a través de cualquier pista disponible para lograr el mejor tiempo; Campeonato, donde el jugador debe completar cada pista en secuencia dentro de un límite de tiempo determinado; y Personalizado donde se pueden construir los propios diseños de pista del jugador. Se otorgan medallas de oro, plata y bronce por los mejores tiempos en las pistas suministradas. Después de desbloquear todas las pistas principales, se puede acceder a una pista oculta.

### Versión para Game Boy Color
La versión de Game Boy Color presenta cinco autos jugables y seis pistas de carreras con temas domésticos. Los vehículos del juego son capaces de realizar acrobacias como giros, vueltas y volteretas en el aire, todo lo cual agrega puntos de bonificación y ráfagas de velocidad. Los vehículos del juego se basan en juguetes Hot Wheels; cada uno tiene una calificación diferente en cuanto a durabilidad, velocidad, acrobacias y giros. El juego se juega desde una perspectiva de vista lateral e incluye tres modos de juego: Torneo, carrera individual y dos jugadores. El torneo es el modo de juego principal, en el que el jugador compite contra dos vehículos controlados por computadora en varias pistas. En Torneo, el jugador debe terminar en primer lugar para avanzar a la siguiente pista. Se proporciona una contraseña al jugador después de completar cada pista. El quinto vehículo del juego se desbloquea al completar el modo Torneo. En Single Race, el jugador corre contra un límite de tiempo. El modo de dos jugadores permite que dos jugadores compitan entre sí usando el Game Link Cable del sistema.

## Recepción
La versión de Game Boy Color tuvo una recepción promedio, ya que GameRankings le otorgó un 70% según solo 2 reseñas.
Marc Nix de IGN, quien escribió una reseña positiva de la versión de Game Boy Color, dijo que "no es un Crazy Taxi portátil, pero el juego es una diversión salvaje que duplica la emoción en el modo de conexión de dos jugadores". Nix elogió el juego por sus "gráficos limpios" y "representaciones justas" de sus vehículos Hot Wheels, aunque destacó la simplicidad del juego: "Desafortunadamente, hay poca interacción con el juego además del sistema de acrobacias: los autos enemigos pasan y tú no puedes sacarlos de la carretera a golpes, no hay obstáculos en la carretera ni potenciadores que hagan que el juego sea más difícil, y las diferentes pistas son esencialmente las mismas, excepto por algunas diferencias en la cantidad de saltos y la dificultad. Hay un botón de freno inútil, que habría sido mucho más adecuado para un sistema de trucos más complejo o un arma. [...] Pero al igual que los autos de juguete Hot Wheels que este juego sigue, la simple alegría de ver los autos girar y chocar es genial ". Nix también elogió el juego por incluir compatibilidad de enlace, una característica que se estaba volviendo escasa en los juegos de Game Boy Color.
Clayton Crooks de AllGame elogió la versión para PC por sus "excelentes gráficos y efectos de sonido", así como por sus vehículos Hot Wheels "meticulosamente diseñados" que se parecen mucho a sus contrapartes de la vida real. Crooks señaló que el juego atraería a los niños pequeños debido a su jugabilidad simple y escribió: "La música se corresponde bien con el estilo de juego, pero hubiera sido bienvenida la opción de apagarla después de que se establece la repetición".

## Secuela
El juego fue seguido por una secuela, Stunt Track Driver 2: Get'n Dirty, que se coloca afuera y refleja las carreras todoterreno. Fue lanzado en 2000 y fue hecho exclusivamente para Windows.